# Theo Adam
Theo Siegfried Adam (ur. 1 sierpnia 1926 w Dreźnie, zm. 10 stycznia 2019 tamże) – niemiecki śpiewak operowy, bas.

## Życiorys
Jako dziecko śpiewał w chórze chłopięcym Kreuzchor w Dreźnie. W latach 1946–1949 kształcił się u Rudolfa Dittricha. Od 1949 roku śpiewał w Operze Drezdeńskiej, gdzie zadebiutował rolą Hermitta w Wolnym strzelcu Carla Marii von Webera. Od 1957 roku występował w Operze Berlińskiej. Współpracował z teatrami operowymi w Wiedniu, Frankfurcie nad Menem, Hamburgu i Paryżu. Od 1952 roku występował też na festiwalach w Bayreuth. Od 1968 roku występował jako solista w nowojorskiej Metropolitan Opera. Odznaczony został Nagrodą Państwową NRD (1959), Złotym Orderem Zasługi dla Ojczyzny (1984), Orderem „Złota Gwiazda Przyjaźni między Narodami” (1986).
Wykonywał role m.in. z oper Mozarta, Verdiego i Richarda Straussa, a także repertuar oratoryjny i pieśniarski. Był pierwszym wykonawcą głównych ról w operach Baal Friedricha Cerhy i Un re in ascolto Luciano Berio.
Opublikował autobiograficzne prace Seht, hier ist Tinte, Feder, Papier... (1980), Die hundertste Rolle oder »Ich mache einen neuen Adam«, Sängerwerkstatt II (1986), Lyrik unterwegs. Musestunden eines reisenden Sängers (1994), Ein Sängerleben in Begegnungen und Verwandlungen (1996), Vom »Sachs« zum »Ochs«. Meine Festspieljahre (2001).